# 4186-os busz
A 4186-os jelzésű autóbuszvonal Ózd és Domaháza (Ózd – Hangony – Kissikátor – Domaháza) között húzódó helyközi vonal, amelyet a Volánbusz Zrt. üzemeltet.

## Útvonala
Az ózdi autóbusz-állomásról indul. A 25-ös főútra hajt ki, annak is Hódoscsépány felé tartó szakaszán indul el. a bolyki elágazásban a 2306-os mellékúton megy tovább, azonban egy részén a vele párhuzamosan futó Árpád vezér úton közlekedik. Nemsokkal később Szentsimon városrészébe érkezik, a vonal 7. kilométeréig az ózdi 20-as és 20A vonalakkal egy úton halad. Első települése Hangony, melynek északi lakott része nagyobb részben érintett. A szlovák határhoz közel eső utakon következőnek Kissikátor zsákfaluba minden esetben betér, majd a vonal végállomását, a Nógrád megye határán fekvő Domaházát szolgálja ki legvégül, mely viszont tömegközlekedésileg zsákfalu.

## Közlekedése
Indításszáma nem számottevő, csak munkanapokon közlekedik. Azonos útvonalon jár a 4102-es busz, azonban az helyijárati jelleggel közlekedik Ózdon, viszont sokkal sűrűbben köti össze a községeket.
Csatlakozást biztosít:
- Ózd, autóbusz-állomás – autóbuszos Miskolc felé/felől (3770-es busz).

| Viszonylat                       | Indításszám     | Közlekedési rend          |
| -------------------------------- | --------------- | ------------------------- |
| Ózd, aut. áll. – Domaháza, posta | 4 oda, 5 vissza | tanítási napokon          |
| Ózd, aut. áll. – Domaháza, posta | 2 oda, 4 vissza | tanszünetben munkanapokon |

## Megállóhelyei
| 0                                                                        | Ózd, autóbusz-állomás végállomás     | 0.0 km  | 1, 2, 2A, 3, 4, 6, 7, 8, 12, 20A, 23, 26, 46, 47, 68, 74, 76, 78 1031, 1034, 1051, 1369, 1384, 1411 3410, 3770, 3773, 4101, 4102, 4104, 4140, 4145, 4147, 4148, 4150, 4151, 4153, 4155, 4157, 4158, 4160, 4161, 4180, 4185 |
| 1                                                                        | Ózd, Városház tér                    | 0.9 km  | 2, 2A, 6, 12, 20, 20A, 21, 23, 26, 46, 63, 68, 76 1369, 1384 3770, 4102, 4180, 4185 |
| 2                                                                        | Ózd, bolyki elágazás                 | 1.5 km  | 2, 2A, 6, 12, 20, 20A, 21, 23, 26, 46, 63, 68, 76 1031, 1034, 1051, 1369, 1384 3770, 4102, 4180, 4185 |
| 3                                                                        | Ózd, Zrínyi utca 5.                  | 2.0 km  | 2, 2A, 12, 20, 20A, 21, 23, 26 1369 3770, 4102 |
| 4                                                                        | Ózd, strandfürdő                     | 2.9 km  | 2, 2A, 12, 20, 20A, 21, 23, 26 1369 3770, 4102 |
| 5                                                                        | Ózd, Bolyki főút ABC áruház          | 3.3 km  | 2, 2A, 12, 20, 20A, 21, 23, 26 1369 3770, 4102 |
| 6                                                                        | Ózd, ruhagyár                        | 4.2 km  | 2, 2A, 20, 20A 3770, 4102 |
| 7                                                                        | Ózd (Szentsimon), szurdoktető        | 5.2 km  | 20, 20A 4102 |
| 8                                                                        | Ózd (Szentsimon), tűzoltószertár     | 6.4 km  | 20, 20A 4102 |
| 9                                                                        | Ózd (Szentsimon), autóbusz-váróterem | 7.0 km  | 20, 20A 4102 |
| 10                                                                       | Hangony, itabolt                     | 8.3 km  | 4102 |
| Tanítási napokon 3; tanszünetben munkanapokon 2 alkalommal nem érintett. |                                      |         | |
| 11                                                                       | Hangony, községháza                  | 8.9 km  | 4102 |
| 12                                                                       | Hangony, italbolt                    | 9.4 km  | 4102 |
| 13                                                                       | Hangony, községháza                  | 9.9 km  | 4102 |
| 14                                                                       | Hangony, itabolt                     | 10.5 km | 4102 |
| 15                                                                       | Hangony, Szőnyi Márton utca 2.       | 11.2 km | 4102 |
| 16                                                                       | Rakdócatanya                         | 11.9 km | 4102 |
| 17                                                                       | Tartalócatanya                       | 13.0 km | 4102 |
| 18                                                                       | Hangonyi halastó bejárati út         | 14.1 km | 4102 |
| 19                                                                       | Nagycinegés                          | 15.8 km | 4102 |
| 20                                                                       | Kissikátor, kultúrház                | 17.9 km | 4102 |
| 21                                                                       | Domaháza, Béke utca                  | 21.4 km | 4102 |
| 22                                                                       | Domaháza, posta végállomás           | 22.2 km | 4102 |